# 壱番館
壱番館（いちばんかん）は宮城県塩竈市の中心部にある建物。
1990年、仙石線の旧本塩釜駅の跡地を活用することを目的に、地権者の市と地元商業者、銀行が市街地再開発組合を設立。総工費37億4100万円で、鉄筋コンクリート6階建てのビルとして建設された。5Fに塩竈市民交流センター遊ホールをもち、他に塩竈市民図書館などが入居する。博物館、一般テナント店も入っていたが、景気低迷などの影響で2025年（令和7年）に商業施設は撤退することとなった。

## 施設
- 塩竃市役所壱番館庁舎
- 塩竃市民交流センター - 遊ホール（375席）、遊スタジオ、会議室、和室
- 塩竈市民図書館 - 歴史博物館「タイムシップ塩竈」
- 塩竈市社会福祉事務所
- しおがま子育て支援センター

## 交通アクセス
- JR仙石線 本塩釜駅 徒歩3分
- JR東北本線 塩釜駅 徒歩19分